# Henry Fox-Strangways (5e comte d'Ilchester)
Pour les articles homonymes, voir Henry Fox et Fox.
Henry Edward Fox-Strangways, 5e comte d'Ilchester, (13 février 1847 - 6 décembre 1905), connu sous le nom de Henry Fox-Strangways jusqu'en 1865, est un pair britannique et un homme politique libéral. Il sert comme capitaine de l'honorable Corps of Gentlemen-of-Arms sous William Ewart Gladstone entre janvier et février 1874.

## Biographie
Il est le fils de John Fox-Strangways, quatrième fils de Henry Fox-Strangways (2e comte d'Ilchester). Sa mère est Amelia Marjoribanks, fille d'Edward Marjoribanks. En 1874, il hérite du domaine de Holland House à Londres de son lointain cousin le baron Holland.
Il fait ses études au Collège d'Eton. Il succède à son oncle dans le comté d'Ilchester en 1865 et prend place à la Chambre des lords à son 21e anniversaire en 1868. En janvier 1874, à seulement 26 ans, il est nommé capitaine de l'honorable Corps of Gentlemen-of-Arms dans l'administration libérale de William Ewart Gladstone, poste qu'il occupe jusqu'à la chute du gouvernement le mois suivant. Il est admis au Conseil privé en février de la même année. Lord Ilchester n'a plus jamais occupé de poste politique mais est Lord Lieutenant du Dorset de 1885 à 1905.

## Mariage et descendance
En 1872, Lord Ilchester épouse Mary Eleanor Anne Dawson (décédée en 1935), une fille de Richard Dawson (1er comte de Dartrey), avec qui il a une descendance, notamment: 
- Giles Fox-Strangways (6e comte d'Ilchester) (1874-1959), fils aîné et héritier.

Il est décédé en décembre 1905, à l'âge de 58 ans, et est enterré dans le caveau familial à Melbury Osmond, Dorset. Son fils Giles Fox-Strangways, 6e comte d'Ilchester lui succède.